# Saxifraga microcephala
Saxifraga microcephala är en stenbräckeväxtart som beskrevs av A.P. Khokhrjakov och V.B. Kuvaev. Saxifraga microcephala ingår i Bräckesläktet som ingår i familjen stenbräckeväxter. Inga underarter finns listade i Catalogue of Life.